# احمد مصطفی (بازیکن فوتبال، زاده ۱۹۴۰)
احمد مصطفی (عربی: أحمد مصطفى؛ زادهٔ ۸ مارس ۱۹۴۰) بازیکن فوتبال اهل مصر است.
از باشگاه‌هایی که در آن بازی کرده‌است می‌توان به باشگاه ورزشی زمالک اشاره کرد.
وی همچنین در تیم ملی فوتبال تیم ملی فوتبال مصر بازی کرده‌است.